# Олександр Трахтенберг
Олександр «Алекс» Трахтенберг (23 листопада 1884 — 26 грудня 1966) — американський видавець радикальних політичних книг і памфлетів, засновник і менеджер Міжнародного видавництва Нью-Йорка. Він був давнім активістом Соціалістичної партії Америки, а потім Комуністичної партії США. Понад вісім десятиліть його International Publishers була частиною видавничої частини американського комуністичного руху. Був членом ЦК КПРС. Протягом періоду маккартизму в Америці Трахтенберг двічі піддавався судовому переслідуванню та був засуджений за Законом Сміта; вироки були скасовані, перший через відмову від державного свідка, а другий — за рішенням Окружного апеляційного суду США в 1958 році.

## Ранні роки
Олександр Лев Трахтенберг, пізніше відомий друзям як «Алекс» або «Трахти», народився 23 листопада 1885 року в родині євреїв у місті Одеса, що входило до смуги осілості Російської імперії.
Трахтенберг приєднався до радикального руху під час навчання в електротехнічному факультеті Одеського університету як студент інженерного факультету з 1902 по 1904 роки. Під час російсько-японської війни його призвали до російської армії. За свою службу він отримав ордена хрест Святого Георгія і дослужився до чину капітана.
Невдовзі після повернення додому в кінці літа 1905 року Трахтенберг був заарештований і ув'язнений урядом на рік, протягом періоду придушення політичних дисидентів. Під час російської революції 1905 року Трахтенбергу вдалося уникнути єврейських погромів у 1905 і 1906 роках. Незабаром після звільнення в 1906 році він приєднався до багатьох інших євреїв у політичній еміграції до Сполучених Штатів.
Трахтенберг прибув до Нью-Йорка 6 серпня 1906 року на кораблі з Гамбурга, Німеччина, головного порту відправлення до США. З 1908 по 1915 рік Трахтенберг був студентом трьох різних університетів, отримавши ступінь бакалавра в Трініті-коледжі в Гартфорді, штат Коннектикут, у 1911 році, а потім отримав ступінь магістра освіти в Єльському університеті в 1912 році. Він продовжував вивчати економіку в Єльському університеті до 1915 року та закінчив дисертацію про законодавство про безпеку для захисту вугільних шахтарів Пенсільванії, але він не завершив докторський ступінь. Дисертація Трахтенберга була прийнята до публікації Міністерством праці Сполучених Штатів у 1917 році, але затримки в підготовці рукопису та бюджетні проблеми в Департаменті остаточно припинили проект. Трахтенберг нарешті опублікував свій рукопис через чверть століття через International Publishers, співзасновником якого він був, під назвою «Історія законодавства про захист шахтарів Пенсільванії, 1824—1915».
Трахтенберг був дуже активним у студентських справах, працюючи президентом Єльського відділення Міжвузівського соціалістичного товариства (ISS). Під час Першої світової війни він займав антимілітаристську позицію з соціалістичної, а не пацифістської точки зору. У 1915 році він приєднався до Колегіальної антимілітаристської ліги Колумбійського університету, працював скарбником і брав участь у антивоєнній петиції до президента Вільсона після потоплення «Лузитанії».
Трахтенберг залишив Єльський університет у 1915 році, щоб працювати адміністратором і викладачем економіки та праці в Школі соціальних наук Ренда, заснованій Соціалістичною партією в Нью-Йорку. Трахтенберг очолював  відділ трудових досліджень школи, який проводив дослідження для інших організацій, а також збирав і публікував статистику праці. Він редагував різні публікації школи Ренда, включно з першими чотирма томами енциклопедичного видання «American Labor Year Book» (Американський щорічник праці) Школи Ренда, а також суперечливу працю 1917 року на захист антимілітаристської позиції Соціалістичної партії «Американські соціалісти та війна». Трахтенберг продовжував виступати проти війни навіть після вступу Сполучених Штатів у конфлікт на боці союзників у квітні 1917 року.
У червні 1920 року Міжнародна профспілка робітників жіночого одягу (ILGWU) найняла Трахтенберга на посаду економіста.

Трахтенберг був фактичним скарбником групи "Робітнича рада", яка недовго була незалежною організацією в 1921 році, а наприкінці року приєдналася до Робітничої партії Америки.

## Політична кар'єра
До російської революції 1917 року Трахтенберг належав до лівого крила Соціалістичної партії Америки (СПА). Трахтенберг прийняв більшовицьку революцію в листопаді 1917 року, але не покинув Соціалістичну партію влітку 1919 року, коли розпочався комуністичний рух в Америці. Натомість він залишився в СПА разом із журналістом Дж. Луїсом Енгдалем та молодіжним лідером Вільямом Ф. Крузе, намагаючись зблизити організацію з Комуністичним Інтернаціоналом.
Федеральне розслідування діяльності Трахтенберґа датується періодом так званих "рейдів Палмера" 1920 року, після серії вибухів. У Бюро розслідувань (нині ФБР) був інформатор Абрахам Гудман, який працював бухгалтером у компанії Трахтенберга Chatham Printing Co. Гудман повідомив Бюро, що Трахтенберг надрукував листівку Комуністичної робітничої партії українською мовою.
У 1921 році Трахтенберг, Крузе та Енгдаль допомогли сформувати Комітет Третього Інтернаціоналу всередині Соціалістичної партії, який пізніше відокремився як незалежна організація, відома як Робітнича рада. Робітнича рада видавала невеликий двотижневик "Робітнича рада", що виходив з квітня до грудня 1921 року. Трахтенберг був головою фінансового комітету групи. Під тиском Комуністичного інтернаціоналу підпільна Комуністична партія переходила до відкритої діяльності. Наприкінці 1921 року Робітнича рада об'єдналася з Фінською соціалістичною федерацією та підпільними комуністами, щоб допомогти створити нову, так звану "легальну політичну партію" — Робітничу партію Америки.
На установчому з'їзді WPA у грудні 1921 року Трахтенберг був обраний до Центрального виконавчого комітету нової організації. На 2-му з'їзді в грудні 1922 року Трахтенберга було переобрано на ту саму посаду. Трахтенберга було обрано делегатом Робітничої партії Америки на 4-й Всесвітній конгрес Комінтерну, який відбувся в Москві восени 1922 року. З офіційним вступом до комуністичного руху в 1922 році Трахтенберг звільнився зі Школи соціальних наук Ренда.
Під час запеклого внутрішньопартійного конфлікту 1920-х років Трахтенберг був прихильником нью-йоркської фракції на чолі з Джоном Пеппером, Ч. Е. Рутенбергом і Джеєм Лавстоуном. Він був повернутий до керівного Центрального виконавчого комітету на 5-му з'їзді у вересні 1927 року, на якому виконавчим секретарем був обраний Джей Лавстоун. На 6-му Національному з'їзді у березні 1929 року, коли виконавчим секретарем став Бенджамін Гітлоу, Трахтенберг був обраний альтернативним членом комітету.
Протягом десятиліття 1920-х років Трахтенберг часто був кандидатом на виборні державні посади. У 1920 році він балотувався як кандидат від Соціалістичної партії в Асамблею штату Нью-Йорк у 12-му окрузі штату. У 1924 році він балотувався до Конгресу від Робітничої партії в 10-му окрузі Нью-Йорка, балотувався на ту саму посаду від Комуністичної партії в 14-му окрузі Нью-Йорка в 1926, 1928 і 1930 роках, після краху фондового ринку.
Коли Віттакер Чемберс розповів Адольфу Берлю про радянське шпигунство в адміністрації Рузвельта, він назвав Трахтенберга «главою ГПУ» в США.

## Міжнародні видавці (International Publishers)
Трахтенберг керував культурною діяльністю партії, зокрема публікацією та розповсюдженням матеріалів. У своїх мемуарах Віттакер Чемберс підсумував кар'єру активіста до 1952 року так:

Олександр Трахтенберг, який, будучи головою Міжнародного видавництва, був партійним «культурним комісаром» і тримав під своїм крилом «Нові меси» та «Клуби Джона Ріда», і будучи старим більшовиком (кажуть, що він був колишнім офіцером царської кавалерії та доктор філософії з Йеля), був членом Центральної контрольної комісії.

Трахтенберг заснував компанію International Publishers у червні 1924 року. Фірма, зареєстрована 17 липня 1924 року, була комерційним підприємством, співвласником якого він був. Серед фінансистів був Абрахам А. Геллер, який інвестував понад 100 000 доларів США за перші 15 років. Третім акціонером була дружина Геллера Едіт, яка пізніше продала свою састку двом іншим, зробивши їх рівними акціонерами. 26 грудня 1924 року назва фірми змінилася з "International Publishers & Booksellers, Inc." до "International Publishers Co., Inc." Трахтенберг працював у багатьох ролях як скарбник, менеджер, редактор і продавець.
Міжнародні видавництва видавали марксистсько-ленінські твори. Трахтенберг заручився підтримкою Ніколаса Дозенберга, голови відділу літератури Робітничої партії. Він також зв’язався з Чарльзом Рутенбергом, тодішнім виконавчим секретарем партії, щоб висловити свій намір не конкурувати, а підтримувати власні видання партії. До політичних текстів International Publishers додавав літературні та наукові твори, які зверталися не лише до робітничого класу, а й до прогресивних людей.
Дослідник Девід Лінков охарактеризував книги та брошури, опубліковані International Publishers під керівництвом Трахтенберга, як такі, що мають «утилітарний, академічний або недорогий формат», хоча іноді «ілюстрації посилюють пролетарські теми». Він зазначив, що «кольорові зображення з’являлися на обкладинках книжок, і час від часу видавець додавав фотографії інтер’єру або художні малюнки та ілюстрації таких художників, як Вільям Сігел (Вільям Цигельницький), Г’юго Геллерт та Естер Шеміц (майбутня дружина Віттакера Чемберса)». Фірма також видавала серії у твердій палітурці (наприклад, 37 томів «Марксистської бібліотеки») для бібліотек і шкіл. Лінков описав колофон видавця як «виразний логотип, що зображує вертикального робітника без сорочки, який тримає велику книгу, таким чином підкреслюючи важливість книг та ідей у класовій боротьбі».
Міжнародні видавці мали валові продажі з приблизно 10 000 доларів США в середині 1920-х років до 75 000 доларів США наприкінці 1930-х років, під час Великої депресії. Брошури коштують до 1 долара, книги до 3 доларів. З власних найменувань фірми 80% було експортовано, з яких 80% пішло до Радянського Союзу. У США International Publishers продавали книжкові магазини, університети, бібліотеки та школи. Половина або більше внутрішніх продажів відбувалися безпосередньо в Нью-Йорку.
Радянський Союз уточнив обов’язки письменників у комуністичному русі на Другому Всесвітньому пленумі Міжнародного бюро революційної літератури, що відбувся в Харкові 6–15 листопада 1930 р. Комінтерн доручив КПРС залучати до своїх лав письменників для роботи на революція. Клуби Джона Ріда, започатковані в 1929 році редакторами New Masses, були перенаправлені до чорношкірої спільноти.
18 травня 1935 року Трахтенберг провів перше засідання новоствореного Конгресу американських художників у художній студії Ейтаро Ішіґакі. На ньому були присутні близько 20 художників.  Ця група, замінивши Клуб Джона Ріда та його численні відділення по всій країні, діяла в рамках Народного фронту, але була організована Комуністичною партією США. Серед членів були Джозеф Фріман, Майк Голд і секретар партії Ерл Браудер. Партія також організувала Лігу американських письменників, членами якої є Нельсон Алгрен, Ленгстон Хьюз, Кеннет Берк і Ерскін Колдуелл. 1 травня 1935 року Трахтенберг приєднався до Ліги американських письменників (1935-1943), членами якої були Ліліан Геллман, Дешілл Геммет, Френк Фолсом, Луїс Унтермейєр, І. Ф. Стоун, Майра Пейдж, Міллен Бранд, Кліффорд Одетс та Артур Міллер. (Здебільшого члени були або членами Комуністичної партії, або попутниками.)
Зважаючи на соціальні потрясіння та економічні труднощі мільйонів під час Великої депресії, багато людей шукали рішення в альтернативах американському капіталізму.
Восени 1935 року Трахтенберг сприяв створенню «Книжкової спілки» — гуртка радикальних купівель книг, заснованого на моделі Клубу «Книга місяця».  Першою пропозицією Книжкової спілки була антологія під назвою «Пролетарська література в Сполучених Штатах», товстий том із майже 400 сторінок, редагований Майклом Голдом, Ґренвілем Гіксом, Джозефом Нортом та іншими. Книжкова спілка збирала 1 долар річного внеску зі своїх членів, які щомісяця отримували том поштою за зниженою ціною, причому члени зобов’язувалися купувати 2 із 12 вибраних книг клубу протягом року. Після покупки чотирьох книг на рік учасники повинні були отримати премію. Міжнародний «Книжковий союз» видавців не виявився таким успішним, як подібний «Лівий книжковий клуб», яким керує Victor Gollancz Ltd в Англії. Здається, це закінчилося лише через кілька років.

## Яків Голос
Згідно з випуском Counterattack (інформаційний бюлетень) за 1948 рік, Трахтенберг допоміг Джейкобу Голосу (який пізніше завербував і керував Елізабет Бентлі) заснувати World Tourists, фронт Комуністичної партії. Далі Counterattack стверджувала, що World Tourists служили «частково для шпигунства з самого початку». Крім того, бюлетень стверджував, що Голос зробив його прибутковим.
У тому ж випуску «Контратака» також стверджувала, що і Трахтенберг, і Голос були членами «Контрольної комісії» комуністичної партії, перейменованої в «Національну ревізійну комісію» до 1945 року.

## Свідчення Комітету Дієса
13 вересня 1939 року Трахтенберга викликали в суд і він з'явився перед Комітетом Дієса. Проголошуючи свою підтримку комунізму, він описав доходи, виробництво та продажі (див. попередній розділ вище). Він описав відносини своєї фірми з Комуністичною партією США як «ділові». Однак Трахтенберг також працював у раді «Workers Library Publishers» (1928–1945, замінено на New Century Publishers), яка видавала літературу Комуністичної партії США. Мабуть, найвідомішим виданням видавництва Workers Library Publishers була The Communist Party: Manual of Organization (1935) Й. Петерса. Дослідження, засновані на документах у російських архівах, відкритих після розпаду Радянського Союзу, показали або пряме радянське фінансування, або непряме фінансування через Комуністичну партію США.
Окрім обговорення економіки International Publishers, Трахтенберг також розповів Конгресу, що протягом десятиліття 1930-х років він був скарбником World Tourists, Inc. Це пов’язане з партією туристичне агентство координувало тури американців до Радянського Союзу. У рамках цієї роботи Трахтенберг підписував усі чеки, підготовлені Якобом Голосом. Відомо, що у 21 столітті «Голос» був тісно пов’язаний із таємним радянським апаратом зовнішньої розвідки в Америці. Трахтенберг сказав Конгресу, що він отримав плату від World Tourists за свої послуги лише приблизно за один рік, або в 1936, або в 1937.
Протягом 1940-х років ФБР продовжувало стежити за Трахтенбергом. Вона проникла в International Publishers за допомогою інформаторів.

## Переслідування періоду Маккарті
У 1952 році, під час правління Маккарті, Трахтенберг зіткнувся з обвинуваченням у федеральному суді, заснованим на діяльності в International Publishers, викладанні в школах під керівництвом комуністів і попередніх роботах на підтримку комуністичної революції в США.
International Publishers опублікували дві брошури на підтримку Трахтенберга: «Книги під судом: Справа Олександра Трахтенберга» та «Видавець під судом: Справа Олександра Трахтенберга, симпозіум» (обидві 1952 р.). Серед учасників симпозіуму був Говард Фаст, автор сценарію фільму «Спартак». Він писав про справу Трахтенберга:

Обвинувачення, висунуте проти нього, має особливий характер. На лаві підсудних і людина, і книги, які він опублікував... Книги... виходять за рамки самої людини... корпус марксистсько-ленінської літератури, перевершений лише в кількох країнах... зроблений доступним для американського народу, тому що ця людина не знала ні страху, ні песимізму, і знову і знову долала перешкоди, які здавалися майже нездоланними... Колись історія належним чином зважить і оцінить роль, яку відіграли ці книги.
2 лютого 1953 року Трахтенберг був засуджений за порушення закону Сміта. Під час винесення вироку він критикував вибіркову перевірку публікацій своєї фірми, а не їх загальну історію. Відсидів три місяці у в'язниці. Вирок було скасовано, коли свідок з уряду Харві Матусов відмовився від своїх вироків.
У 1956 році Трахтенберг був вдруге визнаний винним у федеральному суді та засуджений до одного року в'язниці. У 1958 році Окружний апеляційний суд США скасував обвинувальний вирок, заснований на справі Верховного суду Йейтс проти Сполучених Штатів.

## Наступні роки
Трахтенберг пішов у відставку з International Publishers у 1962 році. Його наступник, Джеймс С. Аллен, продовжував передруковувати класику (наприклад, три томи Вибраних творів Леніна в 1967 році в серії «Новий світ у м’якій обкладинці»). Фірма продовжувала видавати класичні твори Карла Маркса, Фрідріха Енгельса та Леніна. Він припинив публікацію книг лідерів, які впали в немилість, таких як Микола Бухарін, Лев Троцький та Йосип Сталін. У 1975 році компанію очолив Лу Діскін.

## Смерть
Трахтенберг одружився з Розаліндою Кон Трахтенберг; вони вирішили не мати дітей.
Олександр Трахтенберг помер у віці 81 року 16 грудня 1966 року в Нью-Йорку від інсульту. У нього залишилася дружина.

## Спадщина
Станом на 2018 рік International Publishers продовжує активну діяльність. Видавництво залишається тісно пов'язаним з Комуністичної партії США та має офіс у Нью-Йорку.

## Див.також
- Абрахам Аарон Геллер
- Арманд Гаммер
- Яків Голос
- Мартенс Людвіг Карлович